# Lean (droga)

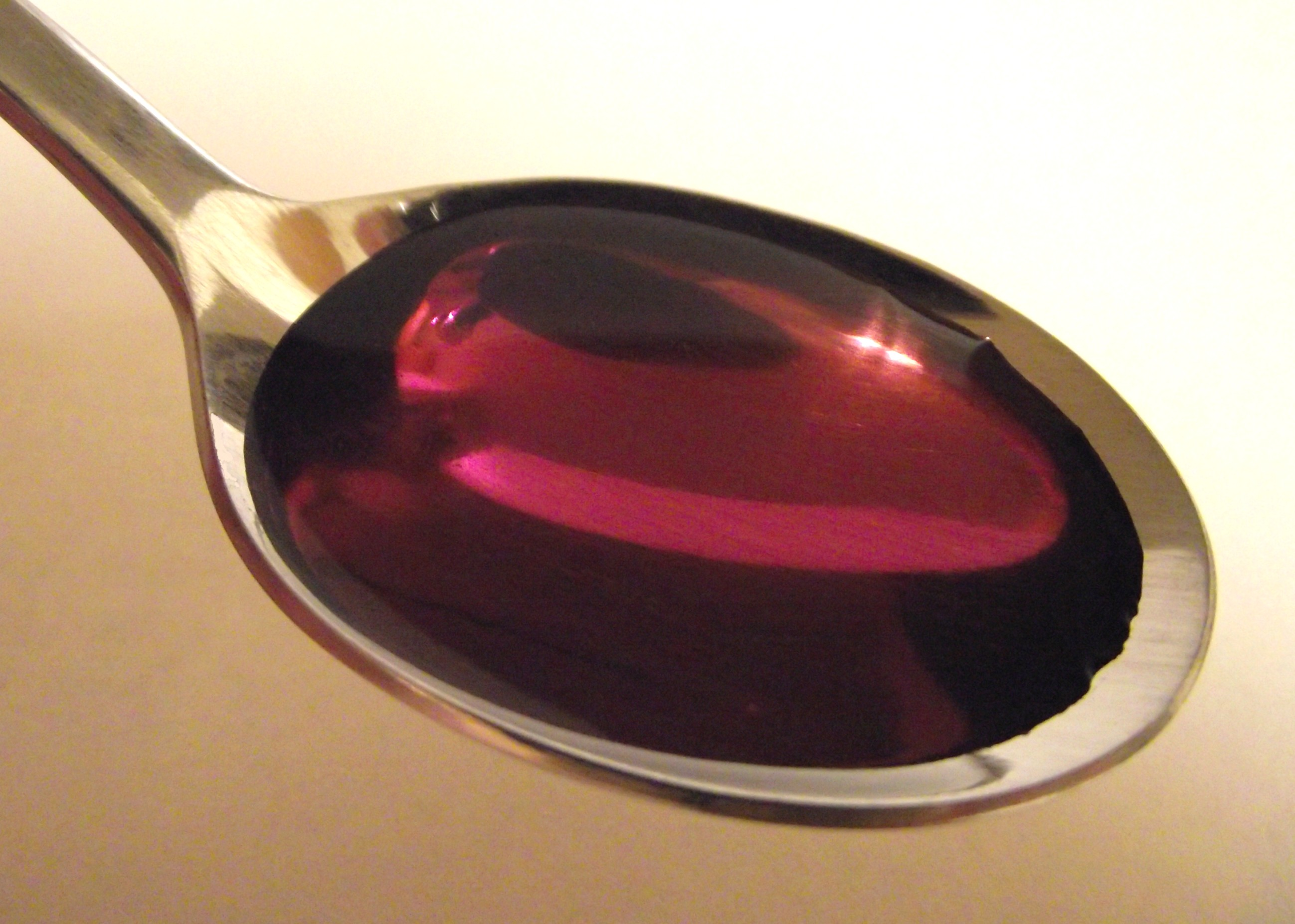
Lžíce promethazinového a kodeinového sirupu má charakteristickou fialovou barvu

Lean, také známý jako purple drank, sizzurp nebo dirty sprite je rekreační drogový koktejl připravovaný kombinací sirupu proti kašli na předpis s nealkoholickým nápojem a tvrdými bonbóny. Směs vznikla v Houstonu v Texasu a nejčastěji je užívána členy subkultury hip hop a obyvateli jihu Spojených států. Droga vytváří závislost a může vést k poškození až selhání jater či dalším závažným zdravotním problémům.

## Názvy
Výraz „lean“ (anglicky „opírat se“, „naklánět se“) vyjadřuje potíže s přímým stáním u uživatelů této drogy. „Purple drank“ zase odkazuje na jeho typický fialový odstín, jelikož používané sirupy proti kašli bývají fialové barvy. Jiná jména zahrnují sizzurp, syrup, drank, barre, purple jelly, wok, Texas tea, špinavý Sprite (dirty sprite) nebo Tsikuni.

## Příprava
Základem pro lean je sirup proti kašli s obsahem kodeinu a promethazinu. Sirupy obsahující kodein jsou obvykle dostupné pouze na předpis. Používají se i léky, které obsahují dextrometorfan, jenž může navodit podobné účinky. K vytvoření výsledné směsi se sirup proti kašli smíchá s nealkoholickým nápojem, nejčastěji značky Sprite, Mountain Dew nebo Fantou s příchutí hroznů a podává se v pěnových kelímcích. Někdy se přidává tvrdý bonbón, např. Jolly Rancher, aby směs získala sladší chuť.

## Účinky
Lean navozuje pocit euforie a uvolnění, kvůli kterému se uživatel cítí zasněně, téměř jako kdyby se vznášel, Lean také mírní kašel. Působí na centrální nervový systém, má sedativní účinek. Mezi negativní účinky drogy patří zvýšená teplota, ztráta koordinace, halucinace, zvracení, svědění kůže, záchvaty, v krajních  případech i ztráta vědomí a/nebo potíže s dýcháním. Pití alkoholu a užívání jiných drog při užívání leanu posiluje negativní účinky a může snadno ohrozit na životě.
Mnoho osob zemřelo na předávkování, případně na dlouhodobé účinky této drogy. Mezi nimi i známé osoby jako DJ Screw, Big Moe, Pimp C nebo Fredo Santana.
Houstonský autor Lance Scott Walker poznamenal, že sladká kombinace sodovky, sirupu proti kašli a Jolly Ranchers poskytuje chuť a pocit v ústech, který zůstává na jazyku po delší dobu. Tento jev je často přitažlivý pro začínající uživatele.

### Závislost
Droga lean obsahuje látky, které se řadí mezi velmi návykové. V první řadě se jedná o opiát kodein. Na této droze si lze vybudovat závislost a toleranci, načež uživatel potřebuje vyšší dávku k dosažení požadovaných účinků. V případě, že drogu přestane užívat, objevují se abstinenční příznaky.
Následkem dlouhodobého užívání leanu (především však kvůli obsahu vedlejší pomocné nepsychoaktivní látky acetaminofenu) může dojít k poškození a selhání jater. Dále může docházet k výpadkům paměti a změnám v psychice uživatele.

## Uživatelé
Lean je rozšířený mezi současnými umělci hudebního žánru Hip Hop. Mezi známé uživatele leanu patří například 21 Savage, Future, Lil Wayne, Dave Blunts či zesnulí Lil Peep, Mac Miller, Juice WRLD a Wifiskeleton.